# Уискилукан
Уискилукан (исп. Huixquilucan)  —   город и муниципалитет в Мексике, входит в штат Мехико. Население — 143 520 человек.

## История
Город основан в 1846 году.